# 곡반중학교
곡반중학교(谷泮中學校)는 대한민국 경기도 수원시 권선구 곡반정동에 있는 공립 중학교이다.

## 학교 연혁
- 2003년 1월 13일 : 곡반중학교 설립인가 (24학급)
- 2003년 2월 5일 : 제1회 신입생 342명 배정 (8학급)
- 2003년 3월 1일 : 초대 김정수 교장 취임
- 2003년 3월 5일 : 제1회 입학식 거행 (342명)
- 2006년 2월 15일 : 제1회 졸업장 수여식 (339명)
- 2022년 9월 1일 : 제8대 전경선 교장 취임
- 2024년 1월 5일 : 제19회 졸업장 수여식(112명)
- 2024년 3월 4일 : 제22회 신입생 입학식(132명)

## 참고 자료
- 곡반중학교 - 한국교육학술정보원 학교알리미